# セオフィラス・バトラー (初代ニュータウン＝バトラー男爵)
初代ニュータウン＝バトラー男爵セオフィラス・バトラー（英語: Theophilus Butler, 1st Baron Newtown-Butler PC (Ire)、1723年3月11日没）は、アイルランド貴族。

## 生涯
フランシス・バトラー（Francis Butler、1702年没）とジュディス・ジョーンズ（Judith Jones、セオフィラス・ジョーンズの娘）の息子として1669年に生まれ、1679年よりアイルランドのClerk of the Pellsの1人を務めた。1686年9月27日に弟ブリンズリーとともにダブリン大学トリニティ・カレッジに入学、1718年3月にLL.D.の学位を授与された。1689年、大同盟戦争勃発によりイングランドに移住したが、そのあともたびたびアイルランドに帰省した。
1702年8月15日に父より家督を継承、1703年から1713年までキャバン・カウンティ選挙区の代表として、1713年から1715年までベルターベット選挙区の代表としてアイルランド庶民院議員を務めた後、1715年10月21日にアイルランド貴族であるファーマナ県におけるニュータウン＝バトラー男爵に叙された。叙爵の理由はバトラーがホイッグ党に所属したためとされる。また、1710年にアイルランド枢密院の枢密顧問官に任命された。
1723年3月11日に自宅で死去した。ニュータウン＝バトラー男爵の爵位には父の子孫への特別残余権（special remainder）があるため、弟ブリンズリーが爵位を継承した。

## 家族
1702年4月、エミリー・ストップフォード（Emily Stopford、1722年6月13日没、ジェームズ・ストップフォードの娘）と結婚した。